# White Rabbit

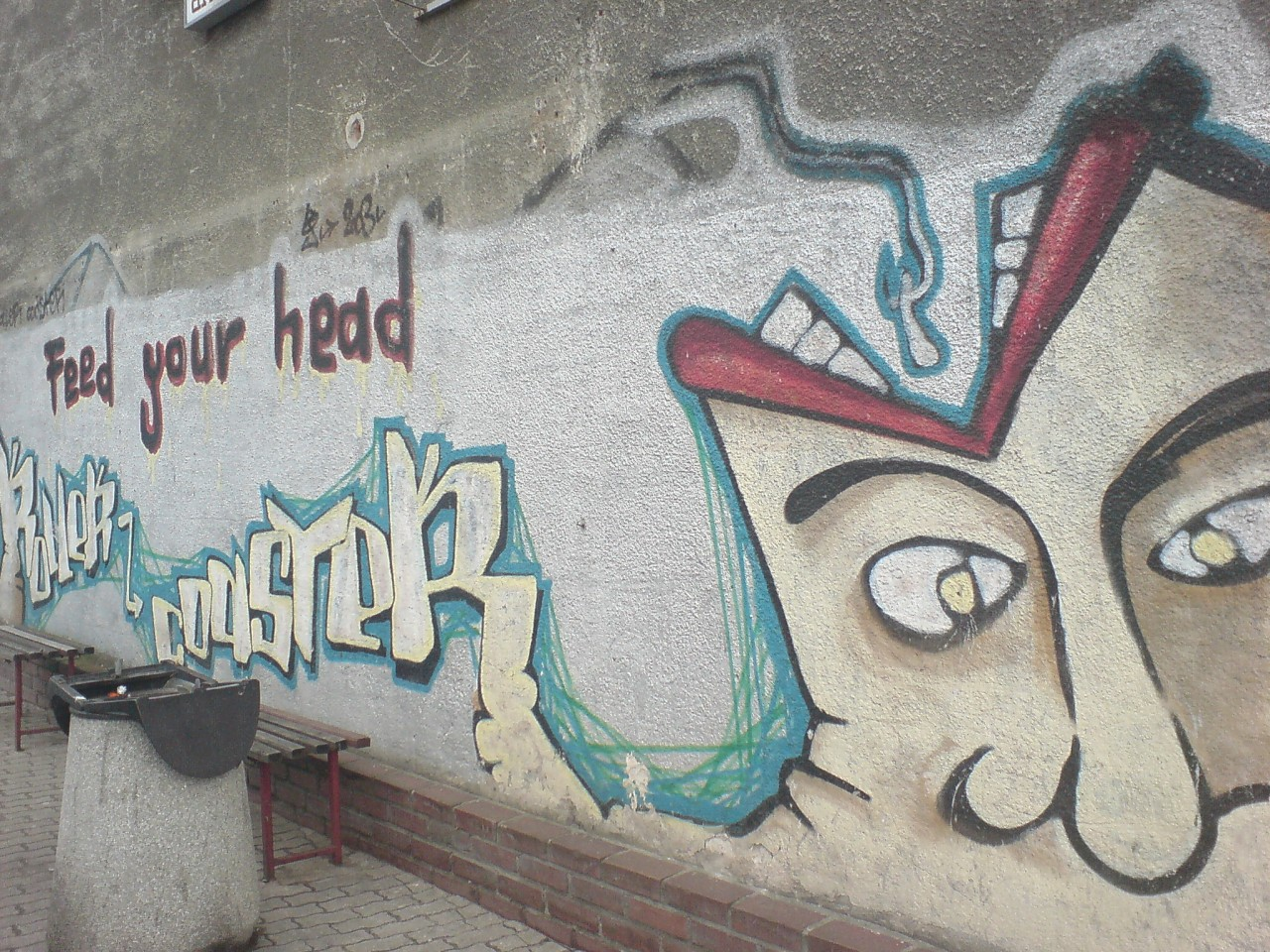
Психоделічне графіті у Варшаві на теми «White Rabbit».

«White Rabbit» (укр. «Білий кролик»)  — одна з найвідоміших пісень американського рок-гурту Jefferson Airplane в стилі психоделічного року. Пісня перегукується зі змістом творів Льюїса Керролла «Аліса у Дивокраї» та «Аліса в Задзеркаллі». У тексті пісні згадуються герої Керролла та описуються відчуття зміни розміру та свідомості після поїдання грибів або випивання невідомих рідин.
Випущена на альбомі 1967 року Surrealistic Pillow, а також на синглі, що досяг 8-го місця в хіт-параді «Billboard Hot 100».
У 2004 році пісня була на 478-й позиції в списку «500 найвеличніших пісень усіх часів за версією журналу Rolling Stone».
Звучить в безлічі фільмів і серіалів, серед яких: «Взвод», «Гра», «Сімпсони» (епізоди «Doh-in in the Wind», «Midnight Rx»), «Клан Сопрано» (епізод «Down Neck»), «Заборонений прийом», «Страх і огида в Лас-Вегасі». Існує багато кавер-версій «White Rabbit», зокрема у виконанні The Damned і Патті Сміт.